# Польська Церекев (гміна)
Гміна Польська Церекев (пол. Gmina Polska Cerekiew) — сільська гміна у південно-західній Польщі. Належить до Кендзежинсько-Козельського повіту Опольського воєводства.
Станом на 31 грудня 2011 року у гміні мешкало 4368 осіб.

## Площа
Згідно з даними за 2007 рік площа гміни становила 60,24 км², у тому числі:
- орні землі: 87,00%
- ліси: 5,00%

Таким чином, площа гміни становить 9,63% площі повіту.

## Населення
Станом на 31 грудня 2011:
| Опис     | Загалом | Загалом | Чоловіки | Чоловіки | Жінки | Жінки |
| -------- | ------- | ------- | -------- | -------- | ----- | ----- |
| одиниця  | осіб    | %       | осіб     | %        | осіб  | %     |
| все      | 4368    | 100     | 2080     | 47,62    | 2288  | 52,38 |
| міське   | 0       | 100     | 0        |          | 0     |       |
| сільське | 4368    | 100     | 2080     | 47,62    | 2288  | 52,38 |

## Сусідні гміни
Гміна Польська Церекев межує з такими гмінами: Баборув, Павловічкі, Ренська Весь, Рудник, Цисек.